# 吴燃
吴燃（1928年4月—2020年7月13日），男，安徽萧县人，中国版画家，天津画院专业画家，一级美术师。中国美术家协会会员，中国版画家协会理事，天津市美术家协会副主席。

## 生平
1928年（一说1929年）生于安徽萧县曲里铺。他的母亲是一位农妇，擅长剪纸艺术。吴燃在幼年受母亲影响，酷爱美术。1949年在家乡参加中国人民解放军，曾任部队文工团员、美术编辑、创作员。1951年在《华东战士》发表木刻处女作《朝鲜人民热爱毛主席》。1952年参加全国美协版画组。1954年在内蒙古骑兵部队体验生活，途中创作套色木刻《饮马》入选全国第一届版画展，引起广泛关注，从此崭露头角。
1959年转业至天津百花文艺出版社，任美术编辑。1963年调入中国美术家协会天津分会从事专业创作。文化大革命期间下放回乡劳动。1980年调入天津画院，任专业画家。晚年时转而投入中国画创作。代表作有《哨所下岗后》《猎》《汲水》《沃野》等，部分作品为中国美术馆收藏。1992年开始享受国务院政府特殊津贴。1994年荣获“鲁迅版画奖”。
2018年，在河北省中捷友谊农场举办“翰墨乡情—从中捷走出去的画家吴燃美术作品汇报展览”。
2020年7月13日在天津逝世。

## 出版物
- 《吴燃版画选集》（1984年）
- 《吴燃书画集》（1993年）
- 《吴燃书画小集》（1998年）
- 《吴燃画集》（2002年）[10]
- 《走近吴燃—吴燃绘画艺术文集》（2017年）